# Sinfonía n.º 67 (Haydn)

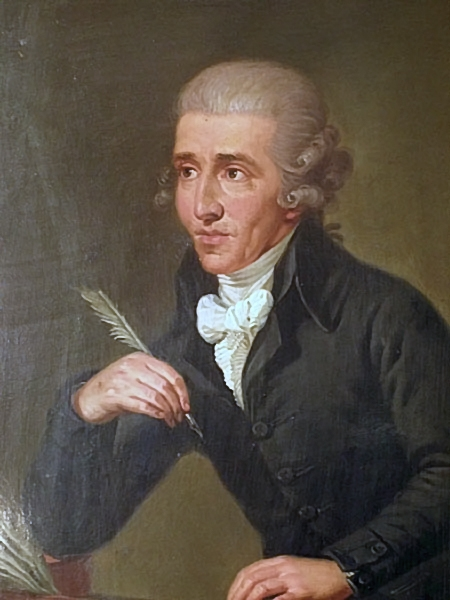
Haydn hacia 1770.

La Sinfonía n.º 67 en fa mayor, Hob. I:67 fue compuesta por Joseph Haydn en algún momento entre 1774 y 1779.

## Historia
La producción sinfónica del maestro austríaco puede dividirse a grandes rasgos en tres bloques temporales: el primer bloque (1757-1761) se corresponde con su periodo al servicio del conde Carl von Morzin (n.º 1 - n.º 5); el segundo bloque en la corte Esterházy (1761-1790 pero con la última sinfonía para el público de Esterházy en 1781); y el tercer bloque (1782-1795) comprende las Sinfonías de París (n.º 82 - n.º 87) y las Sinfonías de Londres (n.º 93 - n.º 104). El 1 de mayo de 1761 el compositor firmó su contrato como vice-kapellmeister (más tarde kapellmeister) de la familia Esterházy, que nominalmente duró 48 años, hasta su muerte.
La composición de esta pieza se desarrolló en algún momento entre 1774 y 1779. El musicólogo H. C. Robbins Landon alaba esta obra, diciendo "sin lugar a dudas, es una de las sinfonías más originales de este periodo". La Sinfonía n.º 94 de Haydn es conocida por el sobrenombre de "Sorpresa", que podría ser igualmente apropiado para cualquier obra del compositor según Reisig. Una de las mejores muestras de ello es la Sinfonía n.º 67, compuesta a mediados del periodo Esterházy y llena de elementos inesperados. Esto resulta curioso, ya que sigue a la Sinfonía n.º 66, que es más bien convencional, de la que se dice que fue el resultado de la expresión de descontento del príncipe con el lenguaje del Sturm und Drang. En cualquier caso, en la n.º 67 Haydn vuelve a sacudir alegremente la valla.

## Instrumentación
La partitura está escrita para una orquesta formada por:
- Viento madera: 2 oboes y 2 fagotes.
- Viento metal: 2 trompas.
- Cuerda: una sección de cuerdas con 2 violines, viola, violonchelo y contrabajo.

En aquella época se solía emplear un fagot para amplificar la voz del bajo, incluso sin una notación separada. En cuanto a la participación del clavecín como bajo continuo en las sinfonías de Haydn existen diversas opiniones entre los estudiosos: James Webster se sitúa en contra; Hartmut Haenchen a favor; Jamie James en su artículo para The New York Times presenta diferentes posiciones por parte de Roy Goodman, Christopher Hogwood, H. C. Robbins Landon y James Webster. A partir de 2019 la mayor parte de las orquestas con instrumentos modernos no utiliza el clavecín como continuo. No obstante, existen grabaciones con clavecín en el bajo continuo realizadas por: Trevor Pinnock (Sturm und Drang Symphonies, Archiv, 1989-1990); Nikolaus Harnoncourt (n.º 6–8, Das Alte Werk, 1990); Sigiswald Kuijken (incluidas las Sinfonías de París y Londres; Virgin, 1988-1995); Roy Goodman (Ej. n.º 1-25, 70-78, 82-87; Hyperion, 2002).

## Estructura y análisis
La sinfonía consta de cuatro movimientos:
- I. Presto, en fa mayor 6
8
- II. Adagio, en si bemol mayor 2
4
- III. Menuet – Trio, en fa mayor 3
4
- IV. Finale. Allegro di molto 2
2 – Adagio e cantabile 3
8 – Allegro di molto, en fa mayor 2
2

La interpretación de esta obra dura aproximadamente entre 25 y 30 minutos. Se trata de una de las sinfonías más conocidas de Haydn de este periodo, debido a su animado movimiento de apertura, sus diversos efectos especiales y su Finale único desde el punto de vista formal. El regusto escénico parece palpable, aunque no hay pruebas concretas de tal conexión. Para Reisig esta sinfonía es una de las más notables dado el tiempo y las circunstancias.

### I.Presto
El primer movimiento, Presto, está escrito en la tonalidad de fa mayor, en compás de 6/8 y sigue la forma sonata. Esta epicúrea obra arranca con un ágil y rítmico Presto en 6/8, que constituye prácticamente una giga. Esta inusual combinación de tempo y compás encaja más un Finale de una sinfonía de esta época. No obstante, el Sturm und Drang es muy evidente en los procesos de desarrollo. Esta es la única sinfonía de Haydn que empieza con un 6/8 rápido sin una introducción lenta. El tema principal, ágil y triádico, desarrolla un inesperado grado de sentimiento antes de la cadencia. La vigorosa exposición deja espacio para un verdadero "segundo tema" en la dominante. Más tarde, la sencillez predominante de la textura se rompe por un episodio canónico en el desarrollo, aunque esta última sección, inusualmente, empieza y termina de manera relajada.

### II.Adagio
El segundo movimiento, Adagio, está en si bemol mayor y en compás de 2/4. El Adagio de filigrana presenta un tema principal sincopado. Utiliza algunos efectos de cuerda inusuales, como los violines con sordina y, lo más atrevido para la época, el uso de col legno. Cerca del final del movimiento la sección de cuerdas al completo debe tocar col legno dell'arco (con la parte de madera del arco). Este movimiento lento, junto con el de la Sinfonía n.º 68, pertenece a un subtipo distinto típico de este periodo: Adagios en forma sonata, con violines con sordina, basados en frases breves y aforísticas que tienden a disolverse en un delicado trabajo de filigrana, pero con una atmósfera que oscila de forma ambigua entre la comedia y el sentimiento. No son en absoluto "populares". Aquí, esta mezcla estilística es más prominente en el desarrollo; su sección central es un extraordinario pasaje "reposado" de filigrana, en realidad un canon extendido para las dos partes de violín, enmarcado a ambos lados por los pasajes más expresivos del movimiento. Pero la última palabra de Haydn es rigurosamente cómica: la tierna frase inicial se repite en su totalidad col legno.

### III.Menuet– Trio
El tercer movimiento, Menuet – Trio, está en fa mayor y en compás de 3/4. El breve y bullicioso minueto "prepara" el notable trío. El trío es más sosegado y correcto, quizás un contraste deliberado por parte del compositor. El trío orquestado para dos violines solistas cada uno tocando con sordino en cuerdas sencillas. Haydn presenta aquí otro novedoso recurso de cuerda. Como el movimiento está en fa mayor, el segundo violín debe afinar su cuerda más grave, la de sol, en fa (dominante de si bemol) un tono más grave para poder interpretar el bordón o nota pedal de gaita. El primer violín entona una melodía posiblemente "étnica" en los agudos en la cuerda de re. El segundo vioín interpreta un bordón grave de fa con la cuerda al aire, además de acompañar al primero en dobles cuerdas. Ambos intérpretes forman un "trío" no sólo desde el punto de vista formal, sino también en el sentido literal que implica la existencia de tres partes musicales.

### IV.Finale. Allegro di molto – Adagio e cantabile – Allegro di molto
El cuarto y último movimiento, Finale. Allegro di molto – Adagio e cantabile – Allegro di molto, retoma la tonalidad inicial y el compás es alla breve en los Allegro di molto y un 3/8 en el Adagio e cantabile. En este caso la combinación de tempo y compás encaja más en un movimiento de apertura. El Finale contiene otra innovación de tipo estructural ya que, en lugar de la esperada sonata o rondó, presenta una forma ternaria con dos rápidas y enérgicas secciones exteriores que enmarcan una reflexiva sección central. Presenta la mal llamada forma "obertura da capo" consistente en una exposición completa que termina en la dominante y una recapitulación completa, con una sección central contrastante en un tempo diferente en lugar del desarrollo. El Allegro di molto puede parecer convencional, aunque su propio "segundo tema" es poco común en Haydn. En la conclusión de la exposición cambia de manera brusca al Adagio e cantabile en 3/8. La sección central constituye casi un movimiento en sí mismo. Está escrita para otro trío de cuerdas solistas, que en este caso es un "verdadero" trío formado por los dos violines principales y el violonchelo principal. Ejecutan piano e dolce un tema completo a dos voces en la tónica, con repeticiones; la banda al completo se une para la tensión final, con un efecto mágico. Sigue un segundo tema completo en la subdominante, en el que intervienen los vientos; su motivo inicial es idéntico al de la Missa Sancti Nicolai de 1772, aunque en una tonalidad diferente. El resto de la orquesta se basa en este material para reelaborarlo en la sección lenta, incluyendo algunos pasajes del contrapunto de vientos del trío antes mencionado (dos oboes y un fagot a solo). Finalmente, la música vuelve a la dominante inicial y, como si nada hubiera sucedido, el Allegro di molto se reanuda con una recapitulación completa hasta que, como golpe final buffo, un simple motivo de tres notas se apaga sobre un ostinato susurrante de los violines.